# داروین (شخصیت)
آرماندو مونوز که با اسم رمزی داروین (به انگلیسی: Darwin) نیز شناخته می شود، یک ابرقهرمان جهش یافته است که در کتاب های کمیک آمریکایی منتشر شده توسط مارول کامیکس معرفی شد.
ادی گاتگی در فیلم X-Men: First Class نقش این شخصیت را بازی کرد.